# Jean-Claude Abrioux
Jean-Claude Abrioux (* 1. Dezember 1931 in Aulnay-sous-Bois, Département Seine-Saint-Denis; † 11. September 2011 in Paris) war ein französischer Politiker.

## Leben und Karriere
Geboren 1931 in Aulnay-sous-Bois war Abrioux von 1983 bis 2001 Bürgermeister seiner Heimatstadt. Er war von 1993 bis 2007 Mitglied der Nationalversammlung für den RPR und seit 2002 für die UMP.
Jean-Claude Abrioux starb am 11. September 2011 im Alter von 79 Jahren.

## Auszeichnungen
- 2009: Ritter der Ehrenlegion – (Chevalier de la Légion d'honneur JO du 1er janvier 2009).